# Sofia Albertina de Erbach-Erbach
Sofia Albertina de Erbach-Erbach (em alemão:  Sophia Albertine; Erbach, 30 de julho de 1683 —  Eisfeld, 4 de setembro de 1742) foi uma nobre alemã que se tornou duquesa-consorte de Saxe-Hildburghausen. Entre 1724 e 1728 foi também regente desse estado.

## Biografia
Sofia Albertina era a filha mais nova do general Jorge Luís I, Conde de Erbach-Erbach e da sua esposa, a condessa Amália Catarina de Waldeck-Eisenberg. Casou-se no dia 4 de Fevereiro de 1704 com Ernesto Frederico I, Duque de Saxe-Hildburghausen. Sofia Albertina foi responsável pela educação dos seus filhos porque o seu marido se dedicava quase exclusivamente à sua vida de soldado no estrangeiro.
Após a morte do marido em 1724, Sofia Albertina foi regente do seu filho Ernesto Frederico II, que ainda era menor naquela ocasião. Conseguiu reduzir a dívida do estado através de poupanças e cortes. Uma grande parte da corte foi dispensada e a guarda, que representava uma grande despesa, foi dissolvida. Também reduziu os impostos de dezasseis para oito por centro. Para reunir mais dinheiro vendeu também a valiosa biblioteca do palácio.
O seu marido tinha vendido o distrito de Schalkau ao ducado de Saxe-Meiningen em 1723 para obter dinheiro. Sofia considerava esta venda ilegal e, influenciada pelo príncipe José de Saxe-Hildburghausen, que estava em Hildeburghausen na época, Sofia decidiu declarar guerra a Saxe-Meiningen. ocupando Schalkau militarmente a 11 de julho de 1724.
Depois que ocorreu um incêndio na cidade de Hildeburghausen em 1725, Sofia foi uma das pessoas que mais ajudou as pessoas afectadas. A sala principal do Palácio de Hildburghausen foi decorada com um chão de linóleo com o desenho em forma de estrela que continha no centro as iniciais da duquesa: SA.
Depois de o seu filho atingir a maioridade em 1728, Sofia retirou-se para a sua propriedade em Wittum perto de Eisfeld onde morreu a 4 de setembro de 1742.

## Descendência
1. Ernesto Luís de Saxe-Hildburghausen (24 de novembro de 1704 - 26 de novembro de 1704), morreu com dois dias de idade.
2. Sofia Amália de Saxe-Hildburghausen (5 de outubro de 1705 - 28 de fevereiro de 1708), morreu com dois anos de idade.
3. Ernesto Luís de Saxe-Hildburghausen (6 de fevereiro de 1707 - 17 de abril de 1707), morreu com dois meses de idade.
4. Ernesto Frederico II, Duque de Saxe-Hildburghausen (17 de dezembro de 1707 - 13 de agosto de 1745), casado com a condessa Carolina de Erbach-Fürstenau; com descendência.
5. Frederico Augusto de Saxe-Hildburghausen (8 de maio de 1709 - 1710), morreu com poucos meses de idade.
6. Luís Frederico de Saxe-Hildburghausen (11 de setembro de 1710 - 10 de junho de 1759), casadado com a princesa Cristiana Luísa de Schleswig-Holstein-Sonderburg-Plön; sem descendência.
7. Natimorto (2 de agosto de 1711].
8. Natimorto (24 de agosto de 1712).
9. Isabel Albertina de Saxe-Hildburghausen (3 de agosto de 1713 - 29 de junho de 1761), casada com o duque Carlos Luís Frederico de Mecklemburgo-Strelitz; com descendência.
10. Emanuel de Saxe-Hildburghausen (26 de março de 1715 - 29 de junho de 1718), morreu com dois anos de idade.
11. Isabel Sofia de Saxe-Hildburghausen (13 de setembro de 1717 - 14 de outubro de 1717), morreu com um mês de idade.
12. Natimorto (17 de março de 1719).
13. Jorge de Saxe-Hildburghausen (15 de julho de 1720 - 10 de abril de 1721), morreu com quase um ano de idade.
14. Natimorto (15 de dezembro de 1721).